# 東郷 (福井市)
東郷（とうごう）は、福井県福井市の地域。足羽ブロック(南東部)に属する。

## 概要
福井市南東部に位置する。
地域を足羽川用水の一部をなす堂田川が東西に流れる。
地区の南側に位置する槙山には朝倉氏時代に城砦が築かれた歴史がある。
東郷地区に含まれる町域は以下のとおりである。
- 円成寺町　〒910-2175
- 上東郷町　〒910-2174
- 上毘沙門町　〒910-2144
- 下東郷町 〒910-2173、〒919-0373
- 下毘沙門町　〒910-2146
- 小路町　〒910-2166
- 東郷中島町 〒910-2176
- 東郷二ケ町 〒910-2165
- 栃泉町　〒910-2163
- 中毘沙門町　〒910-2145
- 深見町　〒910-2164
- 南山町　〒910-2162
- 安原町　〒910-2167
- 脇三ケ町　〒910-2161

## 人口
東郷には2017年11月1日現在3,947人が住んでおり、世帯数は1,225 世帯。そのうち男性が1,937人、女性は2,010人。

## 教育
- 福井市立東郷小学校
  - 校区：円成寺町・上東郷町・上毘沙門町・下東郷町(2・3号を除く)・下毘沙門町・小路町・東郷中島町・東郷二ケ町・栃泉町・中毘沙門町・深見町・南山町・安原町・脇三ケ町[3]

## 交通
- JR西日本　越美北線　越前東郷駅

## 名所・旧跡・観光スポット・祭事・催事
- 槙山城跡
- 堂田川 - 足羽川用水
- 三社神社
- 地蔵院
- 永昌寺
- 霊泉寺
- 福井市少年自然の家
- 福井市東体育館
- 大野街道、東郷街道、朝倉街道
- 今村家
- 安本酒造
- 毛利酒造